# در کمال خونسردی
در کمال خونسردی (به انگلیسی: In Cold Blood) نام رمانی غیرداستانی است که توسط ترومن کاپوتی، نویسندهٔ اهل آمریکا نوشته شده‌است. این کتاب یکی از آثار مشهور ادبی جهان است.